# Lycodon
Lycodon es un género de serpientes de la familia Colubridae. Se distribuyen por Asia y Australia.

## Especies
Se distinguen 68 especies:
- Lycodon albofuscus (Duméril, Bibron & Duméril, 1854)
- Lycodon alcalai Ota & Ross, 1994
- Lycodon anamallensis Günther, 1864
- Lycodon aulicus (Linnaeus, 1758)
- Lycodon banksi Luu et al., 2018
- Lycodon bibonius Ota & Ross, 1994
- Lycodon butleri Boulenger, 1900
- Lycodon calcarophilus Vogel, Bragin, Poyarkov & Nguyen, 2025[2]
- Lycodon capucinus F. Boie, 1827
- Lycodon cardamomensis Daltry & Wüster, 2002
- Lycodon carinatus (Kuhl, 1820)
- Lycodon cavernicolus Grismer et al., 2011
- Lycodon chithrasekarai Wickramasinghe et al., 2020
- Lycodon chrysoprateros Ota & Ross, 1994
- Lycodon davidi G. Vogel et al., 2012
- Lycodon davisonii (Blanford, 1878)
- Lycodon dumerili (Boulenger, 1893)
- Lycodon effraenis Cantor, 1847
- Lycodon fasciatus (J. Anderson, 1879)
- Lycodon fausti Gaulke, 2002
- Lycodon ferroni Lanza, 1999
- Lycodon flavicollis Mukherjee & Bhupathy, 2007
- Lycodon flavomaculatus Wall, 1907
- Lycodon flavozonatus (Pope, 1928)
- Lycodon futsingensis (Pope, 1928)
- Lycodon gammiei (Blanford, 1878)
- Lycodon gibsonae Vogel & David, 2019
- Lycodon gongshan G. Vogel & Luo, 2011
- Lycodon gracilis (Günther, 1864)
- Lycodon hypsirhinoides (Theobald, 1868)
- Lycodon jara (Shaw, 1802)
- Lycodon kundui M.A. Smith, 1943
- Lycodon laoensis Günther, 1864
- Lycodon latifasciatus Nguyen, Lee, Jiang, Ding, M.T. Chit, Poyarkov & Vogel, 2025[3]
- Lycodon liuchengchaoi Zhang et al., 2011
- Lycodon mackinnoni Wall, 1906
- Lycodon meridionale (Bourret, 1935)
- Lycodon muelleri A.M.C. Duméril, Bibron & A.H.A. Duméril, 1854
- Lycodon multifasciatus (Maki, 1931)
- Lycodon multizonatus (Zhao & Jiang, 1981)
- Lycodon namdongensis Luu, Ziegler, Ha, Le, & Hoang, 2019[4]
- Lycodon neomaculatus Nguyen, Lee, Pauwels, Kennedy-Gold, Poyarkov, David & Vogel, 2024[5]
- Lycodon nympha (Daudin, 1803)
- Lycodon ophiophagus G. Vogel et al., 2009
- Lycodon orientalis (Hilgendorf, 1880)
- Lycodon paucifasciatus Rendahl in M.A. Smith, 1943
- Lycodon philippinus Griffin, 1909
- Lycodon pictus Janssen, Pham, Ngo, Le, Nguyen, & Ziegler, 2019
- Lycodon poyarkovi Nguyen & Vogel, 2025[6]
- Lycodon rosozonatus (Hu & Zhao, 1972)
- Lycodon rufozonatus Cantor, 1842
- Lycodon ruhstrati (Fischer, 1886)
- Lycodon sealei Leviton, 1955
- Lycodon semicarinatus (Cope, 1860)
- Lycodon septentrionalis (Günther, 1875)
- Lycodon sidiki Wostl, Hamidy, Kurniawan & Smith, 2017
- Lycodon solivagus Ota & Ross, 1994
- Lycodon stormi Boettger, 1892
- Lycodon striatus (Shaw, 1802)
- Lycodon subannulatus (A.M.A. Duméril, Bibron & A.H.A. Duméril, 1854)
- Lycodon subcinctus F. Boie, 1827
- Lycodon synaptor G. Vogel & David, 2010
- Lycodon tessellatus Jan, 1863
- Lycodon tiwarii Biswas & Sanyal, 1965
- Lycodon travancoricus (Beddome, 1870)
- Lycodon tristrigatus Günther, 1858
- Lycodon zawi Slowinski et al., 2001[7]
- Lycodon zoosvictoriae Neang et al., 2014

Dos análisis filogenéticos de 2013 sitúan a los géneros Dinodon y Cercaspis como sinónimos más modernos de Lycodon.